# Klasztor Kapucynów w Sintrze
Klasztor Kapucynów w Sintrze (port: Convento dos Capuchos) – zabytkowy klasztor składający się z małych kwartałów i przestrzeni publicznych położonych w parafii São Martinho, w miejscowości Sintra, w Portugalii, w masywie Serra de Sintra. Jego powstanie było związane z portugalskim wicekrólem Indii, João de Castro i jego rodziną, który miał mieć objawienie podczas snu, by w tym miejscu wznieść świątynię chrześcijańską. W 1560 r. rozpoczęto tu organizację klasztoru, w którym mnisi mieszkali w małych celach wykutych w skałach i wykładanych korkiem.
Od 1910 jest uznawany za Pomnik Narodowy. Jest również częścią obszaru Krajobrazu Kulturowego Sintry, wpisanego na Listę światowego dziedzictwa UNESCO.